# Парламентские выборы в Ботсване (2009)
Парламентские выборы в Ботсване прошли 16 октября 2009 года. Победу одержала Демократическая партия во главе с действующим президентом страны Яном Кхамой.

## Контекст
Ботсвана провозгласила независимость от Великобритании в 1966 году, после чего к власти пришла Демократическая партия во главе с Серетсе Кхамой. По законодательству, Ботсвана является демократической республикой с многопартийной системой, правительство которой формирует партия, получившая 29 мандатов в парламенте. После формирования парламента депутаты голосуют за нового президента, срок полномочий которого составляет 5 лет. На тот момент уже 18 месяцев страной руководил председатель Демократической партии и сын Серетсе — Ян Кхама.

## Голосование
Из 1,9 миллиона населения Ботсваны право голоса имели около 725 тысяч человек. В выборах приняли участие семь политических партий и 15 независимых кандидатов.

## Результат
| Партия                                        | Партия                                         | Голоса  | %     | Места | +/- |
| --------------------------------------------- | ---------------------------------------------- | ------- | ----- | ----- | --- |
|                                               | Демократическая партия Ботсваны                | 290,099 | 53.26 | 45    | ▲1  |
|                                               | Народный фронт                                 | 119,509 | 21.94 | 6     | ▼6  |
|                                               | Партия Конгресса Ботсваны                      | 104,302 | 19.15 | 4     | ▲3  |
|                                               | Движение Альянса Ботсваны                      | 12,387  | 2.27  | 1     | ▲1  |
|                                               | Народная партия Ботсваны                       | 7,554   | 1.39  | 0     | ▬   |
|                                               | Движение за Маркса, Энгельса, Ленина и Сталина | 292     | 0.05  | 0     | ▬   |
|                                               | Организация Тхлоко Тиро                        | 40      | 0.00  | 0     | ▬   |
|                                               | Независимые                                    | 10,464  | 1.92  | 1     | ▲1  |
| Косвенно избранные места                      | Косвенно избранные места                       | —       | —     | 6     | —   |
| Недействительные/пустые бланки                | Недействительные/пустые бланки                 | 10,431  | —     | —     | —   |
| Всего                                         | Всего                                          | 555,078 | 100   | 63    | 0   |
| Зарегистрированные избиратели/явка            | Зарегистрированные избиратели/явка             | 723,617 | 76.71 | —     | —   |
| Источник: Независимая Избирательная Комиссия. |                                                |         |       |       |     |